# Otto Benesch (Kunsthistoriker)

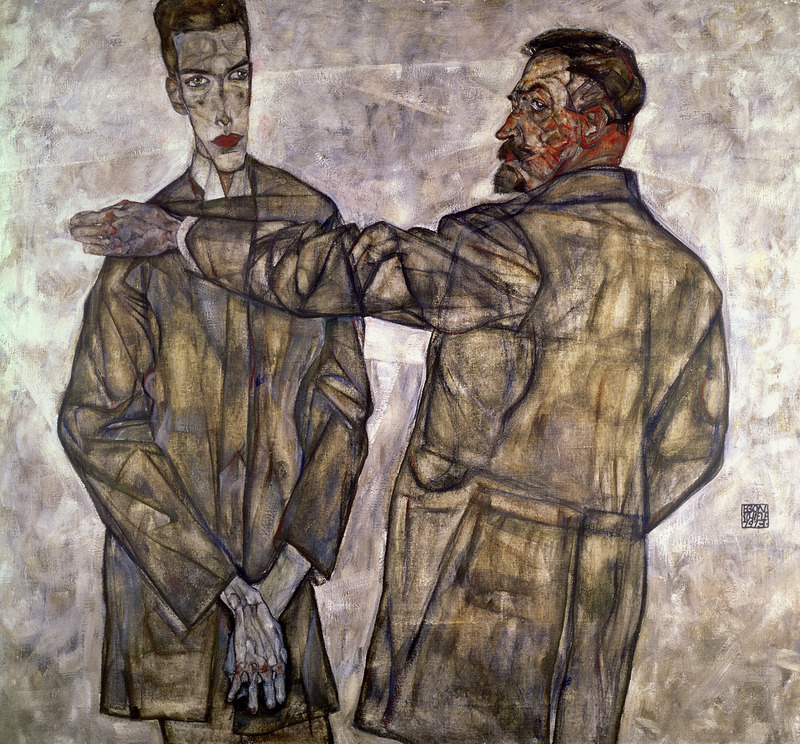
Otto Benesch (links) und sein Vater, gemalt von Egon Schiele

Otto Benesch (* 29. Juni 1896 in Ebenfurth, Niederösterreich; † 16. November 1964 in Wien) war ein österreichischer Kunsthistoriker und Vertreter der Wiener Schule der Kunstgeschichte. Er wurde entscheidend von der Lehre Max Dvořáks geprägt und zählt neben Hans Tietze zu den bedeutendsten Nachfolgern Dvořáks in der sogenannten geisteswissenschaftlichen Methode der Kunstgeschichte.

## Leben und Werk
Otto Benesch war als Sohn des Kunstsammlers Heinrich Benesch, einer der ersten und wichtigsten Förderer Egon Schieles, von Kindheit an mit moderner Kunst vertraut. Die persönliche Bekanntschaft mit Schiele hinterließ einen nachhaltigen Eindruck, der sich in zahlreichen Publikationen niederschlug.
Benesch studierte Kunstgeschichte an der Universität Wien bei Max Dvořák und promovierte 1921 mit einer Dissertation über Rembrandts zeichnerische Entwicklung. Bereits ab 1920 volontierte er an der Gemäldegalerie des Kunsthistorischen Museums in Wien. 1923 wurde er Assistent, später Kustos an der Graphischen Sammlung Albertina. 1938 aufgrund der „nicht-arischen“ Abstammung seiner Frau durch das nationalsozialistische Regime entlassen, emigrierte er über Frankreich und England in die USA. 
Ab 1940 lebte er in Cambridge (Massachusetts) und wirkte unter anderem in Harvard, Princeton und New York. 1947 berief man ihn nach Wien zurück, wo er bis 1962 als Direktor der Albertina tätig war. 1948 wurde er zum außerordentlichen Universitätsprofessor für Kunstgeschichte ernannt. Er wurde am Hietzinger Friedhof in einem ehrenhalber gewidmeten Grab bestattet.
Sein Spezialgebiet waren die grafischen Künste, jedoch erstreckte sich sein breitgestreutes Interesse auch auf denkmalpflegerische, kunsttheoretische und musikwissenschaftliche Fragen. Als Schwerpunkte seiner Forschungen sind die spätgotische Kunst Österreichs und Süddeutschlands, die Zeichnungen Rembrandt van Rijns und die österreichische Moderne zu nennen. Die Museumsarbeit an der Albertina galt zu einem wesentlichen Teil dem Aufbau einer repräsentativen Sammlung moderner Graphik. 
Ein Teil seines schriftlichen Nachlasses liegt im Deutschen Kunstarchiv im Germanischen Nationalmuseum in Nürnberg.

## Veröffentlichungen (Auswahl)
- Die Wiener kunsthistorische Schule. In: Österreichische Rundschau. 1920
- Beschreibender Katalog der Handzeichnungen der Graphischen Sammlung Albertina. 2 Bände. Wien 1929–1933.
- Der Maler Albrecht Altdorfer. Wien 1939.
- Kleine Geschichte der Kunst in Österreich (= Tagblatt-Bibliothek. Band 1312/13). Wien 1950.
- Egon Schiele as a  Draughtsman. Wien 1950 (englisch).
- The Drawings of Rembrandt. A Critical and Chronological Catalogue. 6 Bände. London 1954–1957 (englisch).
- Collected Writings. 4 Bände. New York 1970–1973 (englisch).
- From an Art Historians Workshop. Luzern 1979 (englisch).

## Ehrungen
- 1981 wurde in Favoriten (10. Bezirk) der Otto-Benesch-Park nach ihm benannt,[3]  dieser heißt seit 2021 Eva-und-Otto-Benesch-Park.
- Otto Benesch wurde in Wien auf dem Hietzinger Friedhof in einem ehrenhalber gewidmeten Grab (Gruppe 4, Nummer 7) bestattet.[2]